# Le Monument préféré des Français
Le Monument préféré des Français fue un programa de televisión francés producido por Morgane productions, presentado por Stéphane Bern y emitido por France 2. Los internautas deben designar su monumento favorito mediante su voto en línea. Los monumentos son todos edificios pertenecientes al patrimonio cultural construido. Las épocas en que se erigieron los monumentos son muy variados, desde la Prehistoria hasta la arquitectura contemporánea.
Durante la primera temporada, en el verano de 2014, el programa se propuso en dos formatos: 20 emisiones diarias emitidas al final de la tarde mostraban seis monumentos de cada región metropolitana, ordenados según los votos de internautas. El monumento más popular de cada región participaba luego en la gran final, en horario de máxima audiencia, que se emitió el 20 de septiembre de 2014 con motivo de las Journées européennes du patrimoine [Jornadas Europeas del Patrimonio]. El vencedor en el ranking final fue el Real monasterio de Brou en Bourg-en-Bresse.
Se emitió una segunda temporada en septiembre de 2015. En esa ocasión, 21 monumentos que representaban a las 21 áreas metropolitanas se sometieron directamente a la votación del público; el episodio el faro de Cabo Ferret, monumento seleccionado por la región de Aquitania, no fue finalmente emitido a causa de un accidente fatal durante el rodaje.
A observar que la aglomeración de Puy-en-Velay, en Haute-Loire, tiene 2 top 5 de monuments préférés des français, con la iglesia de San Miguel de Aiguilhe (elegida cuarto favorito de los franceses en 2014) y catedral de Nuestra Señora de la Anunciación del Puy-en-Velay (elegido segundo preferido de los franceses en 2015).

## Temporada 2014

### Principio
Se propusieron 120 monumentos para el voto de los internautas (6 por cada región metropolitana, salvo las regiones de Córcega —unida con Provenza-Alpes-Costa Azul— y de Lorena, —unida con el Franco Condado—. El resultado induce una clasificación regional presentada en las emisiones diarias difundidas a las 17:00 h. El monumento favorito de cada región se enfrentó a sus pares en una emisión en prime time, procedente la clasificación final de la votación inicial.

### Clasificaciones regionales
| Imagen |     | Monumento                                  | Localización                    | Departamento         | Región (2015)             | Región (2016)             |
| ------ | --- | ------------------------------------------ | ------------------------------- | -------------------- | ------------------------- | ------------------------- |
|        | A-1 | Catedral de Estrasburgo                    | Estrasburgo                     | Bas-Rhin             | Alsacia                   | Gran Este                 |
|        | A-2 | Castillo de Haut-Koenigsbourg              | Orschwiller                     | Bas-Rhin             | Alsacia                   | Gran Este                 |
|        | A-3 | Manufacture textile de Wesserling          | Husseren-Wesserling             | Haut-Rhin            | Alsacia                   | Gran Este                 |
|        | A-4 | Convento del Mont-Sainte-Odile             | Ottrott                         | Bas-Rhin             | Alsacia                   | Gran Este                 |
|        | A-5 | Maison des Têtes de Colmar                 | Colmar                          | Haut-Rhin            | Alsacia                   | Gran Este                 |
|        | A-6 | Ouvrage de Schœnenbourg                    | Hunspach y Ingolsheim           | Bas-Rhin             | Alsacia                   | Gran Este                 |
|        | B-1 | Faro de Cordouan                           | Le Verdon-sur-Mer               | Gironde              | Aquitania                 | Nueva Aquitania           |
|        | B-2 | Cueva de Lascaux                           | Montignac                       | Dordogne             | Aquitania                 | Nueva Aquitania           |
|        | B-3 | Château de Castelnaud                      | Castelnaud-la-Chapelle          | Dordogne             | Aquitania                 | Nueva Aquitania           |
|        | B-4 | Château de Monbazillac                     | Monbazillac                     | Dordogne             | Aquitania                 | Nueva Aquitania           |
|        | B-5 | Gran Teatro de Burdeos                     | Burdeos                         | Gironde              | Aquitania                 | Nueva Aquitania           |
|        | B-6 | Villa Arnaga                               | Cambo-les-Bains                 | Pyrénées-Atlantiques | Aquitania                 | Nueva Aquitania           |
|        | C-1 | Capilla de San Miguel de Aiguilhe          | Aiguilhe                        | Haute-Loire          | Auvernia                  | Auvernia-Ródano-Alpes     |
|        | C-2 | Opéra de Vichy                             | Vichy                           | Allier               | Auvernia                  | Auvernia-Ródano-Alpes     |
|        | C-3 | Viaducto de Garabit                        | Ruynes-en-Margeride             | Cantal               | Auvernia                  | Auvernia-Ródano-Alpes     |
|        | C-4 | Abadía de la Chaise-Dieu                   | La Chaise-Dieu                  | Haute-Loire          | Auvernia                  | Auvernia-Ródano-Alpes     |
|        | C-5 | Moulin Richard de Bas                      | Ambert                          | Puy-de-Dôme          | Auvernia                  | Auvernia-Ródano-Alpes     |
|        | C-6 | Château de Anjony                          | Tournemire                      | Cantal               | Auvernia                  | Auvernia-Ródano-Alpes     |
|        | D-1 | Hôtel-Dieu de Beaune                       | Beaune                          | Côte-d'Or            | Borgoña                   | Borgoña-Franco Condado    |
|        | D-2 | Abadía de Cluny                            | Cluny                           | Saône-et-Loire       | Borgoña                   | Borgoña-Franco Condado    |
|        | D-3 | Basílica Sainte-Marie-Madeleine de Vézelay | Vézelay                         | Yonne                | Borgoña                   | Borgoña-Franco Condado    |
|        | D-4 | Fosse Dionne                               | Tonnerre                        | Yonne                | Borgoña                   | Borgoña-Franco Condado    |
|        | D-5 | Palacio de los duques de Borgoña           | Dijon                           | Côte-d'Or            | Borgoña                   | Borgoña-Franco Condado    |
|        | D-6 | Château de Bussy-Rabutin                   | Bussy-le-Grand                  | Côte-d'Or            | Borgoña                   | Borgoña-Franco Condado    |
|        | E-1 | Ville close de Concarneau                  | Concarneau                      | Finistère            | Bretaña                   | Bretaña                   |
|        | E-2 | Alineamientos de Carnac                    | Carnac                          | Morbihan             | Bretaña                   | Bretaña                   |
|        | E-3 | Faro de Eckmühl                            | Penmarch                        | Finistère            | Bretaña                   | Bretaña                   |
|        | E-4 | Fort-la-Latte                              | Plévenon                        | Côtes-d'Armor        | Bretaña                   | Bretaña                   |
|        | E-5 | Base de submarinos de Lorient              | Lorient                         | Morbihan             | Bretaña                   | Bretaña                   |
|        | E-6 | Hôtel Magon                                | Saint-Malo                      | Ille-et-Vilaine      | Bretaña                   | Bretaña                   |
|        | F-1 | Château de Chambord                        | Chambord                        | Loir-et-Cher         | Centro-Valle de Loira     | Centro-Valle de Loira     |
|        | F-2 | Château de Azay-le-Rideau                  | Azay-le-Rideau                  | Indre-et-Loire       | Centro-Valle de Loira     | Centro-Valle de Loira     |
|        | F-3 | Puente-canal de Briare                     | Briare y Saint-Firmin-sur-Loire | Loiret               | Centro-Valle de Loira     | Centro-Valle de Loira     |
|        | F-4 | Palacio Jacques-Cœur                       | Bourges                         | Cher                 | Centro-Valle de Loira     | Centro-Valle de Loira     |
|        | F-5 | Catedral Notre-Dame                        | Chartres                        | Eure-et-Loir         | Centro-Valle de Loira     | Centro-Valle de Loira     |
|        | F-6 | Château de Amboise                         | Amboise                         | Indre-et-Loire       | Centro-Valle de Loira     | Centro-Valle de Loira     |
|        | G-1 | Catedral de Reims                          | Reims                           | Marne                | Champaña-Ardenas          | Gran Este                 |
|        | G-2 | Château de Sedan                           | Sedan                           | Ardennes             | Champaña-Ardenas          | Gran Este                 |
|        | G-3 | Murallas de Langres                        | Langres                         | Haute-Marne          | Champaña-Ardenas          | Gran Este                 |
|        | G-4 | Plaza Ducal                                | Charleville-Mézières            | Ardennes             | Champaña-Ardenas          | Gran Este                 |
|        | G-5 | Abadía de Clairvaux                        | Ville-sous-la-Ferté             | Aube                 | Champaña-Ardenas          | Gran Este                 |
|        | G-6 | Creteras de Reims                          | Reims                           | Marne                | Champaña-Ardenas          | Gran Este                 |
|        | H-1 | Ciudadela de Bonifacio                     | Bonifacio                       | Corse-du-Sud         | Córcega                   | Córcega                   |
|        | H-2 | Casa Buonaparte                            | Ajaccio                         | Corse-du-Sud         | Córcega                   | Borgoña-Franco Condado    |
|        | I-1 | Ciudadela de Besançon                      | Besançon                        | Doubs                | Franco Condado            | Borgoña-Franco Condado    |
|        | I-2 | Salina real de Arc-et-Senans               | Arc-et-Senans                   | Doubs                | Franco Condado            | Borgoña-Franco Condado    |
|        | I-3 | Fort de Joux                               | La Cluse-et-Mijoux              | Doubs                | Franco Condado            | Borgoña-Franco Condado    |
|        | J-1 | Palacio de Versalles                       | Versalles                       | Yvelines             | Isla de Francia           | Isla de Francia           |
|        | J-2 | Torre Eiffel                               | París                           | París                | Isla de Francia           | Isla de Francia           |
|        | J-3 | Opera Garnier                              | París                           | París                | Isla de Francia           | Isla de Francia           |
|        | J-4 | Basílica del Sagrado Corazón (París)       | París                           | París                | Isla de Francia           | Isla de Francia           |
|        | J-5 | Catedral de Notre-Dame                     | París                           | París                | Isla de Francia           | Isla de Francia           |
|        | J-6 | Museo del Louvre                           | París                           | París                | Isla de Francia           | Isla de Francia           |
|        | K-1 | Ciudadela medieval de Carcasona            | Carcasona                       | Aude                 | Languedoc-Rosellón        | Occitania                 |
|        | K-2 | Puente del Gard                            | Vers-Pont-du-Gard               | Gard                 | Languedoc-Rosellón        | Occitania                 |
|        | K-3 | Arena de Nimes                             | Nîmes                           | Gard                 | Languedoc-Rosellón        | Occitania                 |
|        | K-4 | Esclusas de Fonserannes                    | Béziers                         | Hérault              | Languedoc-Rosellón        | Occitania                 |
|        | K-5 | Abadía de San Martín del Canigó            | Casteil                         | Pyrénées-Orientales  | Languedoc-Rosellón        | Occitania                 |
|        | K-6 | Murallas de Aigues-Mortes                  | Aigues-Mortes                   | Gard                 | Languedoc-Rosellón        | Occitania                 |
|        | L-1 | Estación de Limoges                        | Limoges                         | Haute-Vienne         | Lemosín                   | Nueva Aquitania           |
|        | L-2 | Molino del Got                             | Saint-Léonard-de-Noblat         | Haute-Vienne         | Lemosín                   | Nueva Aquitania           |
|        | L-3 | Château de Rochechouart                    | Rochechouart                    | Haute-Vienne         | Lemosín                   | Nueva Aquitania           |
|        | L-4 | Abadía de Aubazine                         | Aubazine                        | Corrèze              | Lemosín                   | Nueva Aquitania           |
|        | L-5 | Château de Bonneval                        | Coussac-Bonneval                | Haute-Vienne         | Lemosín                   | Nueva Aquitania           |
|        | L-6 | Château de Boussac                         | Boussac                         | Creuse               | Lemosín                   | Nueva Aquitania           |
|        | M-1 | Plaza Stanislas                            | Nancy                           | Meurthe-et-Moselle   | Lorena                    | Gran Este                 |
|        | M-2 | Estación de Metz                           | Metz                            | Moselle              | Lorena                    | Gran Este                 |
|        | M-3 | Ciudadela sobterránea de Verdun            | Verdun                          | Meuse                | Lorena                    | Gran Este                 |
|        | N-1 | Ciudad religiosa de Rocamadour             | Rocamadour                      | Lot                  | Mediodía-Pirineos         | Occitania                 |
|        | N-2 | Puente Valentré                            | Cahors                          | Lot                  | Mediodía-Pirineos         | Occitania                 |
|        | N-3 | Santuarios de Lourdes                      | Lourdes                         | Hautes-Pyrénées      | Mediodía-Pirineos         | Occitania                 |
|        | N-4 | Palacio de la Berbie                       | Albi                            | Tarn                 | Mediodía-Pirineos         | Occitania                 |
|        | N-5 | Gruta de Pech Merle                        | Cabrerets                       | Lot                  | Mediodía-Pirineos         | Occitania                 |
|        | N-6 | Castillo de Foix                           | Foix                            | Ariège               | Mediodía-Pirineos         | Occitania                 |
|        | O-1 | La Piscine de Roubaix                      | Roubaix                         | Nord                 | Norte-Paso de Calais      | Alta Francia              |
|        | O-2 | Beffroi de Béthune                         | Béthune                         | Pas-de-Calais        | Norte-Paso de Calais      | Alta Francia              |
|        | O-3 | Chartreuse de Neuville                     | Neuville-sous-Montreuil         | Pas-de-Calais        | Norte-Paso de Calais      | Alta Francia              |
|        | O-4 | Cúpula de Helfaut                          | Helfaut                         | Pas-de-Calais        | Norte-Paso de Calais      | Alta Francia              |
|        | O-5 | Centro histórico minero de Lewarde         | Lewarde                         | Nord                 | Norte-Paso de Calais      | Alta Francia              |
|        | O-6 | Vieja Bolsa                                | Lille                           | Nord                 | Norte-Paso de Calais      | Alta Francia              |
|        | P-1 | Palais Bénédictine                         | Fécamp                          | Seine-Maritime       | Alta Normandía            | Normandía                 |
|        | P-2 | Maison de l'armateur                       | Le Havre                        | Seine-Maritime       | Alta Normandía            | Normandía                 |
|        | P-3 | Catedral Notre-Dame de Ruan                | Ruan                            | Seine-Maritime       | Alta Normandía            | Normandía                 |
|        | P-4 | Castaño de Allouville                      | Allouville-Bellefosse           | Seine-Maritime       | Alta Normandía            | Normandía                 |
|        | P-5 | Château du Champ de Bataille               | Le Neubourg                     | Eure                 | Alta Normandía            | Normandía                 |
|        | P-6 | Château de Beaumesnil                      | Beaumesnil                      | Eure                 | Alta Normandía            | Normandía                 |
|        | Q-1 | Abadía del Monte Saint-Michel              | Le Mont-Saint-Michel            | Manche               | Baja Normandía            | Normandía                 |
|        | Q-2 | Haras national du Pin                      | Le Pin-au-Haras                 | Orne                 | Baja Normandía            | Normandía                 |
|        | Q-3 | Basílica de Santa Teresa de Lisieux        | Lisieux                         | Calvados             | Baja Normandía            | Normandía                 |
|        | Q-4 | Memorial de Caen                           | Caen                            | Calvados             | Baja Normandía            | Normandía                 |
|        | Q-5 | Château de Carrouges                       | Carrouges                       | Orne                 | Baja Normandía            | Normandía                 |
|        | Q-6 | Villa Strassburger                         | Deauville                       | Calvados             | Baja Normandía            | Normandía                 |
|        | R-1 | Castillo de los duques de Bretaña          | Nantes                          | Loire-Atlantique     | Países del Loira          | Países del Loira          |
|        | R-2 | Abadía de Fontevraud                       | Fontevraud-l'Abbaye             | Maine-et-Loire       | Países del Loira          | Países del Loira          |
|        | R-3 | Catedral Saint-Julien de Mans              | Le Mans                         | Sarthe               | Países del Loira          | Países del Loira          |
|        | R-4 | Troglodytes de Doué                        | Doué-la-Fontaine                | Maine-et-Loire       | Países del Loira          | Países del Loira          |
|        | R-5 | Castillo de Angers                         | Angers                          | Maine-et-Loire       | Países del Loira          | Países del Loira          |
|        | R-6 | Château de Tiffauges                       | Tiffauges                       | Vendée               | Países del Loira          | Países del Loira          |
|        | S-1 | Domaine de Chantilly                       | Chantilly                       | Oise                 | Picardía                  | Alta Francia              |
|        | S-2 | Catedral de Notre-Dame de Amiens           | Amiens                          | Somme                | Picardía                  | Alta Francia              |
|        | S-3 | Château de Pierrefonds                     | Pierrefonds                     | Oise                 | Picardía                  | Alta Francia              |
|        | S-4 | Abadía de Valloires                        | Argoules                        | Somme                | Picardía                  | Alta Francia              |
|        | S-5 | Familisterio de Guise                      | Guise                           | Aisne                | Picardía                  | Alta Francia              |
|        | S-6 | Ciudad subterránea de Naours               | Naours                          | Somme                | Picardía                  | Alta Francia              |
|        | T-1 | Tours du vieux-port                        | La Rochelle                     | Charente-Maritime    | Poitou-Charentes          | Nueva Aquitania           |
|        | T-2 | Corderie royale                            | Rochefort                       | Charente-Maritime    | Poitou-Charentes          | Nueva Aquitania           |
|        | T-3 | Puente transbordador de Rochefort          | Rochefort                       | Charente-Maritime    | Poitou-Charentes          | Nueva Aquitania           |
|        | T-4 | Iglesia monolítica de Aubeterre            | Aubeterre-sur-Dronne            | Charente             | Poitou-Charentes          | Nueva Aquitania           |
|        | T-5 | Château de Cognac                          | Cognac                          | Charente             | Poitou-Charentes          | Nueva Aquitania           |
|        | T-6 | Catedral Saint-Pierre                      | Poitiers                        | Vienne               | Poitou-Charentes          | Nueva Aquitania           |
|        | U-1 | Palacio papal de Aviñón                    | Aviñón                          | Vaucluse             | Provenza-Alpes-Costa Azul | Provenza-Alpes-Costa Azul |
|        | U-2 | Teatro romano de Orange                    | Orange                          | Vaucluse             | Provenza-Alpes-Costa Azul | Provenza-Alpes-Costa Azul |
|        | U-3 | Castillo de If                             | Marsella                        | Bouches-du-Rhône     | Provenza-Alpes-Costa Azul | Provenza-Alpes-Costa Azul |
|        | U-4 | Villa Kérylos                              | Beaulieu-sur-Mer                | Alpes-Maritimes      | Provenza-Alpes-Costa Azul | Provenza-Alpes-Costa Azul |
|        | V-1 | Real monasterio de Brou                    | Bourg-en-Bresse                 | Ain                  | Ródano-Alpes              | Auvernia-Ródano-Alpes     |
|        | V-2 | Château de Grignan                         | Grignan                         | Drôme                | Ródano-Alpes              | Auvernia-Ródano-Alpes     |
|        | V-3 | Basílica Notre-Dame de Fourvière           | Lyon                            | Rhône                | Ródano-Alpes              | Auvernia-Ródano-Alpes     |
|        | V-4 | Château de Vizille                         | Vizille                         | Isère                | Ródano-Alpes              | Auvernia-Ródano-Alpes     |
|        | V-5 | Traboules de Lyon                          | Lyon                            | Rhône                | Ródano-Alpes              | Auvernia-Ródano-Alpes     |
|        | V-6 | Palacio ideal del facteur Cheval           | Hauterives                      | Drôme                | Ródano-Alpes              | Auvernia-Ródano-Alpes     |

### Clasificación final 2014
- La clasificación final de los 22 monumentos preferidos de los franceses:

| Imagen |    | Monumento                         | Localización         | Departamento       | Región (2015)             | Región (2016)             |
| ------ | -- | --------------------------------- | -------------------- | ------------------ | ------------------------- | ------------------------- |
|        | 01 | Real monasterio de Brou           | Bourg-en-Bresse      | Ain                | Ródano-Alpes              | Auvernia-Ródano-Alpes     |
|        | 02 | Catedral de Estrasburgo           | Estrasburgo          | Bas-Rhin           | Alsacia                   | Gran Este                 |
|        | 0  | Plaza Stanislas                   | Nancy                | Meurthe-et-Moselle | Lorena                    | Gran Este                 |
|        | 04 | Capilla de San Miguel de Aiguilhe | Aiguilhe             | Haute-Loire        | Auvernia                  | Auvernia-Ródano-Alpes     |
|        | 05 | Ciudadela medieval de Carcasona   | Carcasona            | Aude               | Languedoc-Rosellón        | Occitania                 |
|        | 06 | Ville close de Concarneau         | Concarneau           | Finistère          | Bretaña                   | Bretaña                   |
|        | 07 | La Piscine de Roubaix             | Roubaix              | Nord               | Norte-Paso de Calais      | Alta Francia              |
|        | 08 | Abadía del Monte Saint-Michel     | Le Mont-Saint-Michel | Manche             | Baja Normandía            | Normandía                 |
|        | 09 | Palacio papal de Aviñón           | Aviñón               | Vaucluse           | Provenza-Alpes-Costa Azul | Provenza-Alpes-Costa Azul |
|        | 10 | Castillo de los duques de Bretaña | Nantes               | Loire-Atlantique   | Países del Loira          | Países del Loira          |
|        | 11 | Château de Chambord               | Chambord             | Loir-et-Cher       | Centro-Valle de Loira     | Centro-Valle de Loira     |
|        | 12 | Ciudadela de Bonifacio            | Bonifacio            | Corse-du-Sud       | Córcega                   | Córcega                   |
|        | 13 | Ciudad religiosa de Rocamadour    | Rocamadour           | Lot                | Mediodía-Pirineos         | Occitania                 |
|        | 14 | Palacio de Versalles              | Versalles            | Yvelines           | Isla de Francia           | Isla de Francia           |
|        | 15 | Ciudadela de Besançon             | Besançon             | Doubs              | Franco Condado            | Borgoña-Franco Condado    |
|        | 16 | Catedral de Reims                 | Reims                | Marne              | Champaña-Ardenas          | Gran Este                 |
|        | 17 | Faro de Cordouan                  | Le Verdon-sur-Mer    | Gironde            | Aquitania                 | Nueva Aquitania           |
|        | 18 | Tours du vieux-port               | La Rochelle          | Charente-Maritime  | Poitou-Charentes          | Nueva Aquitania           |
|        | 19 | Hôtel-Dieu de Beaune              | Beaune               | Côte-d'Or          | Borgoña                   | Borgoña-Franco Condado    |
|        | 20 | Domaine de Chantilly              | Chantilly            | Oise               | Picardía                  | Alta Francia              |
|        | 21 | Palais Bénédictine                | Fécamp               | Seine-Maritime     | Alta Normandía            | Normandía                 |
|        | 22 | Estación de Limoges               | Limoges              | Haute-Vienne       | Lemosín                   | Nueva Aquitania           |

## Temporada 2015

### Principio
Para la temporada de 2015, el programa se centró en un único monumento por área metropolitana, o sea 22 monumentos.
Un accidente fatal ocurrió durante el rodaje en el faro de Cap-Ferret en la región de Aquitania, alentó la cancelación de la transmisión del episodio en cuestión. Solo 21 monumentos finalmente se propusieron a la votación de los internautas.

### Clasificación final 2015
| Imagen |     | Monumento                                                | Localización                         | Departamento      | Región (2015)             | Región (2016)             |
| ------ | --- | -------------------------------------------------------- | ------------------------------------ | ----------------- | ------------------------- | ------------------------- |
|        | 01  | Beffroi de Arras                                         | Arras                                | Pas-de-Calais     | Norte-Paso de Calais      | Alta Francia              |
|        | 02  | Catedral de Notre-Dame-de-l'Annonciation du Puy-en-Velay | Le Puy-en-Velay                      | Haute-Loire       | Auvernia                  | Auvernia-Ródano-Alpes     |
|        | 03  | Estación transatlántica de Cherbourg                     | Cherbourg-Octeville                  | Manche            | Baja Normandía            | Normandía                 |
|        | 04  | Murallas de Saint-Malo                                   | Saint-Malo                           | Ille-et-Vilaine   | Bretaña                   | Bretaña                   |
|        | 05  | Basílica de Notre-Dame de la Garde                       | Marseille                            | Bouches-du-Rhône  | Provenza-Alpes-Costa Azul | Provenza-Alpes-Costa Azul |
|        | 06  | Viaducto de Millau                                       | Creissels, Millau                    | Aveyron           | Mediodía-Pirineos         | Occitania                 |
|        | 07  | Castillo de Ussé                                         | Rigny-Ussé                           | Indre-et-Loire    | Centro-Valle de Loira     | Centro-Valle de Loira     |
|        | 08  | Château de Bazoches                                      | Bazoches                             | Nièvre            | Borgoña                   | Borgoña-Franco Condado    |
|        | 09  | Molino del Blies - Museo de las técnicas faïencières     | Sarreguemines                        | Moselle           | Lorena                    | Gran Este                 |
|        | 10  | Haras national de Pompadour                              | Arnac-Pompadour                      | Corrèze           | Lemosín                   | Nueva Aquitania           |
|        | 11  | Memorial Charles-de-Gaulle                               | Colombey-les-Deux-Églises            | Haute-Marne       | Champaña-Ardenas          | Gran Este                 |
|        | 12  | Abadía de Jumièges                                       | Jumièges                             | Seine-Maritime    | Alta Normandía            | Normandía                 |
|        | 13  | Pasaje Pommeraye                                         | Nantes                               | Loire-Atlantique  | Países del Loira          | Países del Loira          |
|        | 14  | Caverna del Pont-d'Arc                                   | Vallon-Pont-d'Arc                    | Ardèche           | Rhône-Alpes               |                           |
|        | 15  | Capilla Notre Dame du Haut                               | Ronchamp                             | Haute-Saône       | Franco Condado            | Borgoña-Franco Condado    |
|        | 16  | Ciudadela de Calvi                                       | Calvi                                | Haute-Corse       | Córcega                   | Córcega                   |
|        | 17  | Place forte de Brouage                                   | Hiers-Brouage                        | Charente-Maritime | Poitou-Charentes          | Nueva Aquitania           |
|        | 18  | Somme II                                                 | Saint-Valery-sur-Somme               | Somme             | Picardía                  | Alta Francia              |
|        | 19  | Palais Rohan                                             | Estrasburgo                          | Bas-Rhin          | Alsacia                   | Gran Este                 |
|        | 20  | Canal de la Robine                                       | Gruissan, Narbonne, Port-la-Nouvelle | Aude              | Languedoc-Rosellón        | Occitania                 |
|        | 21  | Hôtel des Invalides                                      | París                                | París             | Isla de Francia           | Isla de Francia           |
|        | --- | Faro del Cabo Ferret                                     | Lège-Cap-Ferret                      | Gironde           | Aquitania                 | Nueva Aquitania           |

## Media de las diferentes ediciones de 2014 a 2015
Considerando las dos ediciones, de 2014 y 2015, el podio de las regiones de los pueblos propuestos por la emisión el siguiente: 
- Auvernia en 1.ª posición (gracias a los 2 monumentos de la aglomeración de Puy-en-Velay);

- Nord-Pas-de-Calais en 2.ª posición;

- Bretaña en 3.ª posición.